# Médouneu
Médouneu est une ville du nord Gabon située dans la province du Woleu-Ntem. C'est le chef-lieu du département du Haut-Komo. Localisée sur la frontière au sud de la Guinée équatoriale, Médouneu se trouve aussi à la limite de la province de l'Estuaire. Lors du recensement de 2013, la commune de Médouneu comptait 2 497 habitants,.

## Histoire et peuplement
Avant la colonisation le village d'origine se nommait Maghane Me Ni, ce qui en Fang signifie Carrefour des quatre routes. Avec l'arrivée des occidentaux ce nom autochtone sera remplacé par un autre. En effet, selon les notables de la ville, le nom de Médouneu viendrait d'une incompréhension entre les colons et les autochtones. Les colons ayant décidé de faire déguerpir les habitants du village, l'un des chefs indigènes aurait répondu Edoune Edodzi, c'est-à-dire ça c'est mauvais. Les colons, croyant que cette expression désignait le nom du village, décidèrent de nommer le village Médouneu.

## Évolution administrative et politique
À l'occasion du découpage administratif du 29 octobre 1909, la région de Médouneu fait partie du département de La Côte Nord avec pour chef-lieu Ekododo qui regroupe aussi la région de l'actuelle région de Cocobeach (Noya). Médouneu fait ainsi partie de la province de l'Estuaire. La circonscription de la Côte Nord est supprimée en 1911.
En décembre 1919 Médouneu devient une subdivision autonome au sein du département de Nkam. Cette situation restera inchangée jusqu'en 1926, date d'une reconfiguration des circonscriptions du pays. La circonscription de Nkam est supprimée. La région de Médouneu est de nouveau rattachée à la subdivision de Cocobeach. La province de l'Estuaire compte quatre subdivisions : Libreville, Kango, Chinchoua et Cocobeach dans le découpage territorial du 5 novembre 1936.
Il faut attendre 1945 et la naissance de la subdivision de Médouneu pour voir cette région devenir relativement autonome. Mais, aussitôt créée, la région de Médouneu est finalement adjointe au Woleu-Ntem.
Comme de nombreuses autres, Médouneu est érigée en commune avec l'adoption de la loi sur la décentralisation en 1996. Marcel Nguema Mba est élu comme premier maire de la ville au scrutin de 1996. En 2002 la mairie échoit à Maxime Ondimba du Parti Gabon Avenir. Mais en 2006 ce dernier est remplacé par Marc Ndong Obame pour présider la commune jusqu'à la fin du mandat en 2008. Depuis 2008 c'est une femme qui dirige la commune, Pauline Ossone Mintoghe.
La ville de Médouneu est le chef-lieu du Département du Haut-Komo. Le Conseil Départemental est présidé par Pierre Ndong Nguema. Le département compte deux cantons, Mvô-Abanga et Mbei.
À l'Assemblée Nationale, les deux cantons sont représentés par Maxime Ondimba, du PDG, au premier siège (Mvô-Abanga) et Jean Marie Nguema Ndong, du RPG, au deuxième siège (Mbei). Avant le scrutin du 17 décembre 2011 le premier siège était occupé par André Mba Obame depuis 1996.
Dans la deuxième chambre du parlement, au sénat, Médouneu est représenté au premier siège par Salvador Nkizoghe Obame (PDG) et Jean-Benoît Nze Mba (RPG).
En dépit de son absence de mandat actuellement, André Mba Obame reste la principale figure politique de Médouneu depuis une vingtaine d'années. On peut également citer comme personnalité importante de Médouneu l'universitaire, écrivain et ancien sénateur Paulin Nguema-Obam, membre influent du RPG (Rassemblement Pour le Gabon), autrefois Rassemblement National des Bûcherons (RNB), parti fondé par le Père Paul Mba Abessole.

## Économie
L'économie de la ville de Médouneu, comme celle de toute la province du Woleu-Ntem, repose sur l'agriculture. Considérée durant de nombreuses années comme la mamelle nourricière du pays, cette province a vu peu à peu cette économie agricole s'effriter. Les grandes plantations de café, de cacao, d'hévéa et d'autres produits alimentaires ont été abandonnées en raison de l'absence d'une véritable politique agricole. Avec le boom pétrolier gabonais, l'État a délaissé l'agriculture au profit d'une économie extractive de matières premières. Dans cet abandon de l'agriculture, Médouneu fut certainement la plus frappée.[non neutre] Les plantations d'agrumes et d'autres fruits ont été désertées concomitamment avec l'exode rural qui frappe particulièrement cette région. En effet, les habitants de Médouneu furent contraints de partir en direction des villes avoisinantes comme Mitzic et surtout Ntoum pour mieux se rapprocher de Libreville la capitale.

## Culture et tourisme

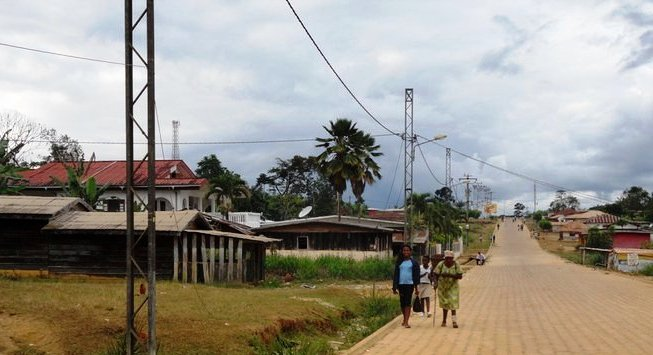
Une rue de Médouneu.

Les habitants autochtones de Médouneu sont essentiellement des Fangs, connus pour les épopées du Mvett, les sculptures Byeri et Ngil ou encore pour leur Bwiti. Il existe chez les Fangs de nombreuses musiques ainsi que des danses aux chorégraphies variées et rythmées. Il existe une multitude d'instruments de musique dont les plus connus sont le balafon, la harpe mvett, le tambour nkul et plusieurs variétés de tam-tam. À propos de Bwiti, le village Effoulane abrite un temple Tamanga resté célèbre car autrefois très fréquenté par le premier président du Gabon, Léon Mba[réf. nécessaire].
Médouneu abrite l'un des treize parcs nationaux, le parc national des Monts de Cristal. Ce parc de 1 190 km2 offre des paysages montagneux, contenant un grand nombre d'espèces rares. On peut également visiter deux rochers verdoyant qui dominent la ville. Elle est traversée par le fleuve Komo qui prend sa source non loin en Guinée équatoriale et dont l'un des affluent, la rivière Mbè, constitue une source d'électricité pour le pays. Les différents barrages électriques sur la Mbè, Assok Fene, Kinguelé et Tchimbelé ainsi que les chutes des Monts de Cristal sont des sites touristiques.